# Општина Банија (Караш-Северин)
Општина Банија (рум. Bănia) је општина у округу Караш-Северин у Румунији. Седиште општине је насеље Банија, а према попису из 2021. у општини је било 1.480 становника.

## Географија
Општина Банија се налази на југу округа Караш-Северин у југозападној Румунији. Заузима јужни део Алмашке долине из које се ка југу узижу Алмашке планине. Читава територија општине смештена је између реке Нере на северозападу и реке Берзаске на југоистоку. На северу се граничи са општином Бозовичи, на истоку са општином Далбошец, на југу са општином Берзаска, на југоистоку са општином Дубова и Ешелница, а на истоку са општином Ефтимије Мургу.
Површина општине износи 18.970,14 хектара.

## Историјски споменици
Заштићени историјски споменици на територији општине су:
- Археолошка налазишта у Банији:
  - Кракул Отара (рум. Cracul Otara) - енеолит, период сеоба и римски период
  - Чоака ку бани (рум. Cioaca cu bani) - неолит, бронзано доба, период сеоба и римски период
  - Арије (рум. Arie) - период сеоба и римски период
  - Салиште (рум. Săliște) - период сеоба и римски период
- Црква Рођења Пресвете Богородице у Банији (рум. Biserica "Nașterea Maicii Domnului") из 1779. године (реновирана 1840. и 1881. године)

## Становништво
Према попису из 2021. у општини Банија живело је 1.480 становника што је за 272 мање (-15,53%) у односу на попис из 2011. када је било 1.752 становника.
| Етнички састав према попису из 2021.‍ | Етнички састав према попису из 2021.‍ | Етнички састав према попису из 2021.‍ | Етнички састав према попису из 2021.‍ | Етнички састав према попису из 2021.‍ |
| ------------------------------------ | ------------------------------------ | ------------------------------------ | ------------------------------------ | ------------------------------------ |
|                                      |                                      |                                      |                                      |                                      |
| Румуни                               | Румуни                               |                                      | 1.399                                | 94,53%                               |
| Роми                                 | Роми                                 |                                      | 23                                   | 1,55%                                |
| Остали и непознато                   | Остали и непознато                   |                                      | 58                                   | 3,92%                                |

### Насеља
Општина се састоји из два насеља, Баније и Гарбовца.
| Назив          | Румунски назив | Становништво | Становништво |
| Назив          | Румунски назив | 2011.        | 2021.        |
| -------------- | -------------- | ------------ | ------------ |
| Банија         |                | 1.134        | 984          |
| Гарбовац       |                | 618          | 496          |
| Општина Банија |                | 1.752        | 1.480        |